# Anđela Vojinović
Anđela Vojinović (* unbekannt in Nikšić) ist eine montenegrinische Politikerin der Partei Demokratisches Montenegro, die unter anderem seit 2023 Mitglied im Parlament von Montenegro ist.

## Leben
Anđela Vojinović absolvierte nach dem Schulbesuch ein Studium im Fach Internationale Beziehungen, welches sie mit einem Master beendete und erhielt für herausragende Leistungen während ihres Studiums eine Anerkennung der Fakultät für Politikwissenschaften sowie Stipendien des Bildungsministeriums und des chinesischen Konfuzius-Instituts. Nach einem Praktikum im Bereich für internationale polizeiliche Zusammenarbeit der Polizeidirektion war sie bis 2019 Sprecherin des Demokratischen Montenegro (Demokratska Crna Gora) und engagierte sich für kurze Zeit auch in Nichtregierungsorganisationen wie der „Aktion für Menschenrechte“ (Akciji za ljudska prava). Danach war sie als Mitarbeiterin im Ministerium für Ökologie, Raumplanung und Städtebau tätig und wurde für die Demokraten 2021 Mitglied des Gemeinderates von Nikšić.
Bei der Parlamentswahl am 11. Juni 2023 hatte Anđela Vojinović für die Demokraten Montenegros unter Aleksa Bečić im Wahlbündnis Aleksa i Dritan – Hrabro se broji! („Aleksa und Dritan – Mut zählt!“), der neben den Demokraten noch die Gemeinsame Reformaktion URA (Ujedinjena reformska akcija) des bisherigen Ministerpräsidenten Dritan Abazović, angehören, kandidiert, aber kein Mandat gewonnen. Als Nachrückerin für den Abgeordneten Stevan Katić (zugleich Bürgermeister von Herceg Novi), der sein Mandat abgab, wurde sie im Oktober 2023 Mitglied im Parlament von Montenegro (Skupština Crne Gore) und ist dort in der aktuellen Legislaturperiode - Mitglied des Ausschusses für Europäische Integration und des Ausschusses für Menschenrechte und Freiheiten sowie Mitglied der Kommission zur Überwachung und Kontrolle des Privatisierungsverfahrens. Im Oktober 2023 wurde sie außerdem stellvertretende Vorsitzende der Demokraten Montenegros. Anfang Dezember 2024 kritisierte sie Missbräuche im Verteidigungsministerium und forderte, „dass die Wahrheit ans Licht kommt und alle Verantwortlichen für ihre Taten zur Rechenschaft gezogen werden“.